# Claire Heliot

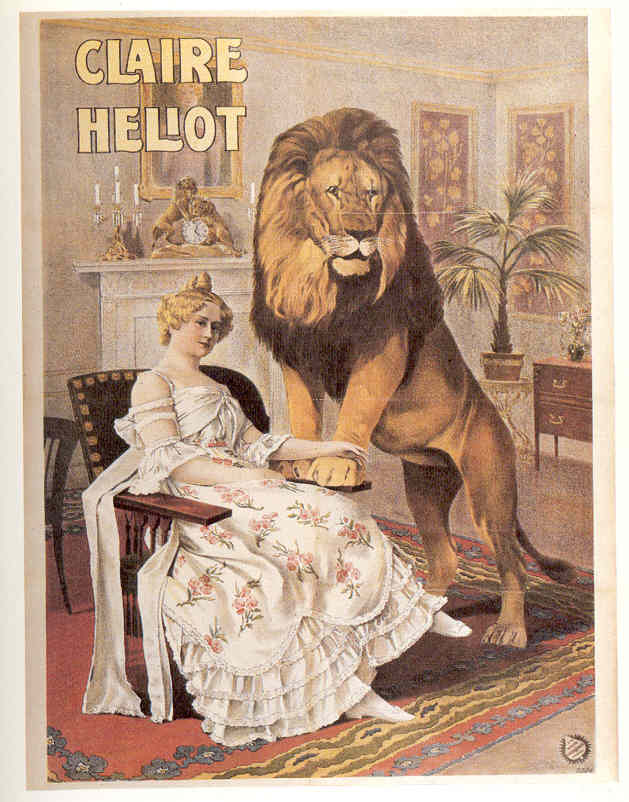
Claire Heliot. Litografía en color de Adolph Friedländer, 1903.

Claire Heliot (9 de febrero de 1866, Halle (Sajonia-Anhalt) como Clara Pleßke, nombre de casada Clara Hanmann, - 9 de junio de 1953, Stuttgart) fue una domadora de leones alemana.

## Vida
Clara Pleßke nació como hija del secretario postal Friedrich Pleßke y su esposa Bertha. Se casó con Karl Johann August Hanmann, un entrenador equino y caballerizo de Dresde. Su fortuna heredada se perdió debido a la extravagancia de su marido, por lo que en 1896, por falta de otras oportunidades de ingresos, comenzó a trabajar como cuidadora de animales en el zoológico de Leipzig. Allí entró en contacto con grandes felinos por primera vez.
Clara Hanmann ya había visto actuar a un domador en el zoológico. Ahora quería convertirse en entrenadora y finalmente convenció al director del zoológico Ernst Pinkert para que la  dejara cuidar a los leones. El propio Pinkert utilizaba el método de doma de Carl Hagenbeck, que difería de la "doma dura" entonces aun habitual con garrotes o látigos. Experta en el manejo de animales, Hanmann domó así a los leones aclimatándolos lentamente a su presencia y tacto.
En 1898, Hanmann actuó con un pequeño grupo de leones en el zoológico de Leipzig. Se dio a sí misma el nombre artístico internacional de Claire Heliot. Pinkert se hizo cargo de la promoción y organizó una primera y exitosa gira que los llevó a Colonia, Stuttgart y Breslau. Siguieron giras por Bélgica y Francia. Desarrollaron un calendario de trabajo anual. En verano, Heliot actuaba en zoológicos humanos y en Friburgo, en invierno en circos y espectáculos de variedades. Entre los años 1899 a 1902, la domadora hizo varias apariciones especiales en Inglaterra. En 1902, el zar le proporcionó un tren especial que Heliot utilizó para recorrer Rusia. De este período hay tarjetas coleccionables que iban de regalo en cajetillas de cigarrillos que muestran a famosos artistas de circo y espectáculos de la época, incluida Claire Heliot.

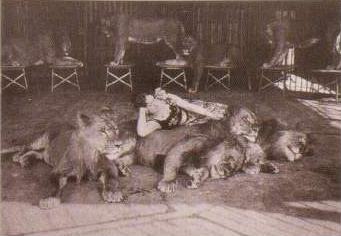
Claire Heliot interpretando la hazaña "alfombra de leones".

A diferencia de otras domadoras de animales victorianas, cuyas actuaciones estaban muy sexualizadas, la actuación de Heliot sugería una "feminidad sofisticada", ayudada por su buena apariencia, el trato tranquilo y amable a los animales y los gritos de órdenes en francés. Mientras que hasta ese momento tales tipos de actos enfatizaban el dominio sobre una bestia feroz, la actuación de Heliot introdujo al público en la domesticación del salvaje a través de la civilización y la cultura. Con el tiempo, Heliot desarrolló un número de doma con doce leones de Berbería y cuatro grandes daneses. Heliot, por ejemplo, actuaba con un traje de torero de terciopelo negro con bordados plateados. Al comienzo de su número, los leones tomaban sus lugares en pedestales en la arena. Los mastines rodeaban a los leones y saltaban sobre sus espaldas. Heliot hacía que los leones saltaran en un columpio, subieran escaleras altas, formaran grandes pirámides y saltaran aros y barreras. Incluso logró hacer que los leones caminaran por la cuerda floja. Una especialidad era la "alfombra de leones", donde Heliot se acostaba sobre sus leones tendidos en hilera. En 1899 se atrevió a meter por primera vez la cabeza en la boca de un león. Al final de su número de doma tomaba a su león Sicchi de diez años y 150 kg de peso sobre sus hombros y lo sacaba de la arena. Todos estos actos pronto serían copiados y se convertirían en clásicos de este tipo de espectáculo.
Su entrenamiento se basaba en el hecho de que ella misma criaba leones jóvenes y creaba una gran empatía. A medida que los animales crecían, su manejo se hacía más difícil y aumentaba el peligro de un ataque. En ese momento, eliminaba al animal en cuestión de su programa. Luego, el león era entregado al zoológico de Leipzig, que a su vez proporcionaba a Heliot animales jóvenes. Sin embargo, sufrió ataques aislados.
En 1905, Claire Heliot viajó a los Estados Unidos para una gira de siete meses como parte de la revista A Yankee Circus on Mars, apareciendo en el Hipódromo de Nueva York durante veinte semanas de 1905 a 1906. Después, con 40 años, anunció su retiro al sentirse cansada y agotada. En las actuaciones de despedida en Leipzig y Copenhague, sufrió los ataques de león más graves de su carrera. Uno de los leones le mordió la cadera y estuvo hospitalizada durante mucho tiempo. Luego, Heliot se retiró definitivamente. El Circo Sarrasani compró sus leones, con los que Hermann Haupt siguió trabajando.
En 1907, Heliot adquirió el "Rappenhof" cerca de Leonberg, donde criaba caballos. En 1908 obtuvo la aprobación oficial para usar oficialmente su nombre artístico como el propio. En 1910 vendió la propiedad con ganancias y se mudó a Stuttgart.
Debido a la hiperinflación de 1923, perdió su fortuna. En 1944, su apartamento en Stitzenburgstrasse fue bombardeado, destruyendo sus objetos de valor, así como los recuerdos impresos de su carrera, como fotos, cartas, programas, carteles y recortes de periódicos que poseía. Luego vivió pobremente en una casa de retiro por encima de Beutelsbach. El alcalde de Stuttgart, Arnulf Klett, le cedió más tarde un lugar en el Hasenbergheim. Murió en el Hospital Feuerbach en 1953.
Después de su agitada vida, resumió: "¡La gente me ha decepcionado una y otra vez! Mis mejores amigos, eran mis leones..."

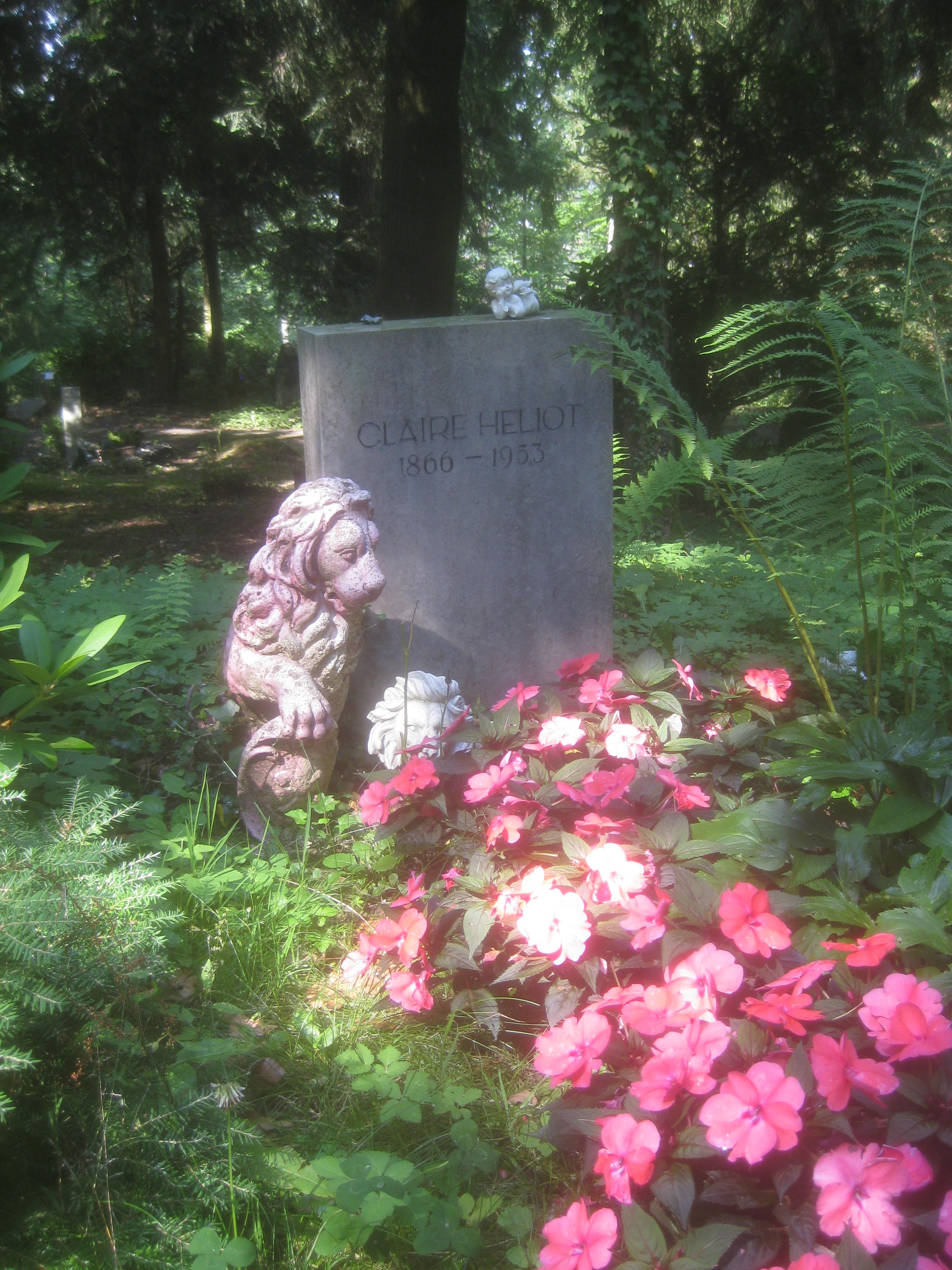
Tumba de Claire Heliot.

La tumba de Claire Heliot, que ella misma compró, está en la Sección 16a del Waldfriedhof en Stuttgart. Se dice que el director del circo Sarrasani donó la sencilla lápida cuadrada, que solo lleva su nombre y sus fechas de nacimiento y muerte. Más tarde, un admirador colocó la escultura de piedra de un pequeño león de pie para conmemorar su profesión como domadora. Un león tumbado de origen desconocido aún coronaba la lápida en 2014, hoy descansa en el suelo junto al otro león.